# Madame Moitessier
Madame Moitessier è un dipinto a olio su tela (120x92,1 cm) di Jean-Auguste-Dominique Ingres, databile al 1856 e conservato nella National Gallery di Londra.

## Storia

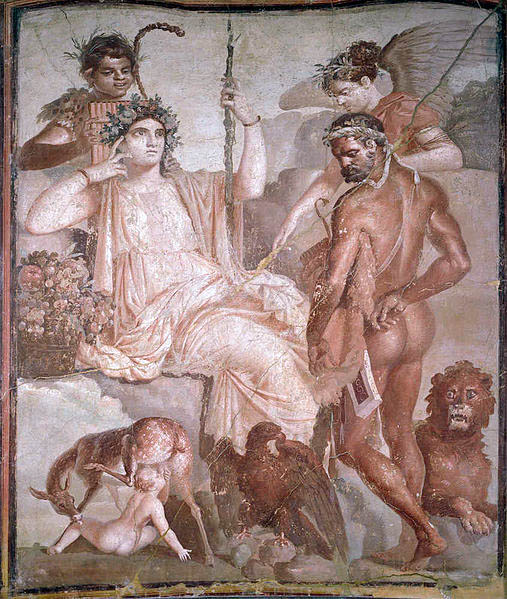
Arcadia, da Ercolano

Quando Marie-Clotilde-Inès de Foucauld, nata nel 1821, si sposò col facoltoso banchiere Sigisbert Moitessier, ne fu richiesto un ritratto a Ingres. Inizialmente l'artista, che riteneva il genere del ritratto meno "elevato" dei prediletti soggetti mitologici, si dimostrò riluttante, ma in seguito vide la donna e, restandone colpito dalla bellezza, accettò. Madame Moitesser aveva fattezze pienamente rispondenti al suo ideale di bellezza classica, che lo convinsero a dipingere una sorta di moderna declinazione di un affresco rinvenuto da non molto a Ercolano, arricchito anche da suggestioni rinascimentali. L'opera, oggi nota come Ercole e Telefo (Napoli, Museo archeologico nazionale), era molto conosciuta all'epoca per la personificazione come una dea dell'Arcadia. Forse l'artista l'aveva visto di persona nel 1814, ma era comunque popolare per le numerose incisioni.
L'opera, avviata nel 1844, fu completa solo nel 1856, dodici anni dopo. Inizialmente sarebbe dovuta apparire la figlia appena nata, Caterina, ma Ingres, per non compromettere la composizione, cassò l'idea verso il 1847. I lavori procedettero lentamente. Nel giugno del 1849 la morte della moglie di Ingres sospese qualsiasi lavoro dell'artista per diversi mesi. Nel frattempo Madame Moitesser fu distratta da una seconda gravidanza e dalla morte del padre. Nel 1851 la donna ricordò a Ingres l'impegno del ritratto non ancora consegnato, ma anziché sveltire l'opera avviata, il pittore decise di iniziare da capo un ritratto più semplice, consegnato nel dicembre di quell'anno: la tela Madame Moitessier in nero, con la protagonista in piedi, oggi alla National Gallery di Washington.
Qualche anno dopo Ingres tornò al ritratto seduto e, dopo aver ritoccato l'abito per adattarsi alla moda nel frattempo variata, lo completò nel 1856.
Fu acquistato dal museo londinese nel 1936.

## Descrizione e stile

Madame Moitessier in nero, 1851

La protagonista è ritratta seduta su una poltrona imbottita, al ginocchio, mentre guarda lo spettatore. Ha un gomito piegato e la mano appoggiata con un dito sopra l'orecchio, citando l'affresco antico.
L'elemento considerato più bello dell'opera è lo sfarzoso abito intessuto a fiori (non stampato, come dimostrano le frange sul petto). Si tratta di boccato di Lione, un particolare tessuto in seta che Napoleone III promosse per sostenerne le industrie, facendolo indossare alla moglie, ovvero l'imperatrice Eugenia. I colori pastello poi sono legati alla ripresa del rococò che l'imperatrice aveva lanciato, ispirandosi alla figura di Maria Antonietta che essa ammirava. Madame Moitessier inoltre indossa un guardinfante, ovvero un telaio rigido che gonfia la gonna.
L'artista usò una stesura molto levigata nell'incarnato che ricorda il marmo, mentre il vestito, per ottenere la consistenza del tessuto, è fatto con una tecnica più ruvida. La bellezza ideale della donna è esaltata anche dal motivo dello specchio; sebbene l'angolatura che rimanda sia improbabile, esso offre una diversa veduta della donna, di profilo, e cita il tema delle Veneri allo specchio dei pittori rinascimentali e barocchi (come la Donna allo specchio di Tiziano, la Venere allo specchio di Rubens, ecc.). Sebbene Ingres ammirasse le braccia carnose della donna, essa chiese di snellirle.
Alle spalle della donna, come tipico del genere ritrattistico, si trovano alcuni oggetti che richiamano l'intelligenza e la cultura dell'effigiata: in questo caso un vaso giapponese di Imari e un paravento di seta intessuto a mano, usato per proteggere la pelle dal calore del fuoco nei caminetti.

## Studi e omaggi

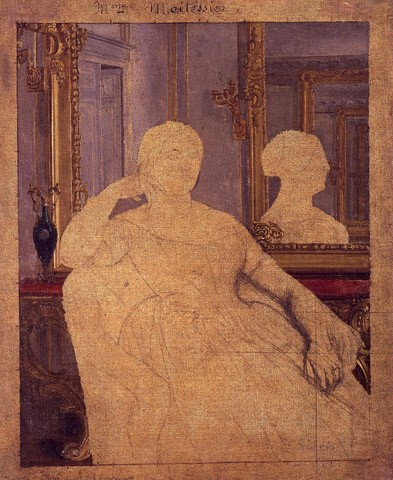
Uno studio a olio per l'opera.

Esistono vari studi a matita per il ritratto, per lo più conservati al museo Ingres di Montauban, che iniziano delineando la posa e l'anatomia della figura per poi costruire il vestiario. Uno studio su tela, nel quale la figura è stata disegnata da Ingres e lo sfondo è stato dipinto da un assistente, si trova al museo Ingres di Montauban.
Pablo Picasso vide per la prima volta il dipinto a una mostra a Parigi, nel 1921. Nel decennio successivo, citò ripetutamente Ingres nella sua arte, soprattutto nel suo omaggio nel dipinto Donna con un libro. La giovane amante di Picasso di allora, Marie-Thérèse Walter, imita la posa di Madame Moitessier. Il dipinto venne completato nell'agosto del 1932 e attualmente si trova al museo Norton Simon di Pasadena, in California. L'opera ingresiana e quella picassesca furono esposte insieme per la prima volta a una mostra temporanea tenutasi alla National Gallery nel 2022.